# Апарт (фільм)
«Апарт» (рос. Апарт, рос. A parte) — український фільм кінорежисера Олександра Шапіро.

## Сюжет
Апарт. Слідчий експеримент. Героїня на ім'я Естер — неперевершена авантюристка, яка потрапила до рук правосуддя. Зараз, оточена увагою двох слідчих, вона ходить квартирами, в яких вона скоїла злочини. Метою цієї мандрівки є проведення серії слідчих експериментів. Слідкуючи за тим, як один за одним розкривається сенс скоєного Естер, слідчі перетворюються на прихильників її кримінального таланту.

## Актори
- Віталій Лінецький
- Анастасія Мойсеєнко
- Костянтин Забайкальський
- Андрій Кравчук
- Антон Комяхов
- Ольга Орлова
- Василь Переверзєв
- Анна Діанова
- Павло Леменєв